# Rio Tinto (корпорација)
Rio Tinto Group је глобална међународна корпорација и друга по величини корпорација метала и руда на свету која производи руду гвожђа, бакар, дијаманте, злато и уранијум. Предузеће је основано 1873. године, када је међународни конзорцијум инвеститора купио од шпанске владе комплекс рудника на реци Рио Тинто у Уелви. Од тада, предузеће је порасло кроз дугу серију спајања и аквизиција како би се сврстало међу светске лидере у производњи многих прерађевина, као што су алуминијум, руда гвожђа, бакар, уранијум и дијаманти. Иако је првенствено фокусиран на вађење минерала, Rio Tinto такође има значајне операције у преради, посебно за рафинацију боксита и руде гвожђа. Rio Tinto има централе у Лондону (глобално и „plc”) и Мелбурну („Limited” — Аустралија), а највећи појединачни акционар корпорације је држава Кина.
Rio Tinto је предузеће са двоструком берзом којом се тргује и на Лондонској берзи, где је компонента индекса FTSE 100, и на Аустралијској берзи хартија од вредности, где је компонента индекса S&P/ASX 200. Поред тога, америчким депозитарним признаницама британске филијале, предузеће се тргује на Њујоршкој берзи, што му даје листинг на укупно три главне берзе. На листи Forbes Global 2000, Rio Tinto је рангиран као 114. највеће јавно предузеће на свету.

## Оснивање
Још од антике, на локалитету дуж реке Рио Тинто у Уелви, копају се бакар, сребро, злато и други минерали. Око 3000 година пре нове ере, Ибери и Тартешани су почели да рударе ово место, а затим Феничани, Грци, Римљани, Визиготи и Маври. Након периода напуштања, рудници су поново откривени 1556. године, а шпанска влада је поново почела да их користи 1724. године.

Међутим, рударске операције Шпаније тамо су биле неефикасне, а сама влада је иначе била ометена политичком и финансијском кризом, што је навело владу да прода руднике 1873. по цени за коју је касније утврђено да је знатно испод стварне вредности. Купце рудника предводио је Matheson & Company Хјуа Матесона, који је на крају формирао синдикат који се састоји од Deutsche Bank (56% власништва), Матесона (24%) и грађевинске фирме Clark, Punchard and Company (20%). На аукцији коју је шпанска влада одржала за продају рудника 14. фебруара 1873, група је победила са понудом од 3,68 милиона фунти (92,8 милиона пезета). У понуди је такође прецизирано да ће се Шпанија трајно одрећи било каквог права да тражи ауторске накнаде за производњу рудника. Након куповине рудника, синдикат је покренуо Rio Tinto Company и регистровао је 29. марта 1873. Крајем 1880-их, контрола над фирмом је прешла на породицу Ротшилд, која је повећала обим својих рударских операција.‍:188

## Подружнице
Предузеће послује на шест континената, али је углавном концентрисано у Аустралији и Канади, и поседује своја рударска посла кроз сложену мрежу подружница у потпуном и делимичном власништву.
- — 68,4%
- — 100%
- — 100%
- — 68,4%
- — 58,7%
- — 100%
- — 74%
- — 51%
- Rio Sava Exploration d.o.o. — 100%
- Рио Тинто Exploration Dunav d.o.o. — 100%

## Контроверзе
У мају 2020. године, да би проширио рудник Брокман 4, Рио Тинто је срушио свету пећину у клисури Џуукан, која је имала доказе о 46.000 година непрекидне људске насеобине и која се сматрала јединим налазиштем у унутрашњости Аустралије које показује знакове сталног људског присуства кроз последње ледено доба. Рио Тинто се касније извинио за насталу непогоду, а извршни директор Жан-Себастјен Жак је касније поднео оставку.
Рио Тинто је био широко критикован од стране еколошких група, као и владе Норвешке због утицаја рударских активности на животну средину: тврдње о озбиљној еколошкој штети у вези са ангажовањем предузећа у руднику Грасберг у Индонезији навеле су Владин пензијски фонд Норвешке да искључи Рио Тинто из свог инвестиционог портфеља. Фонд, за који се наводи да је други по величини пензиони фонд на свету, продао је акције компаније у вредности од 855 милиона долара да се избегне допринос еколошкој штети коју је проузроковала компанија.
Након што је бивши рудник бакра и злата Пангуна у Бугенвилу, Папуа Нова Гвинеја, који је Рио Тинто напустио 1989. године, изазвао поплаве, загађење бунара и тровање река, становници региона су у септембру поднели захтев за истрагу влади Аустралије 2020. године.
Као део Закона о овлашћењу за националну одбрану, Сједињене Државе су се 2014. године сложиле да предају Оак Флат у Аризони предузећу Рио Тинто за изградњу рудника. Предлог је наишао на значајну реакцију еколога и племена Апача, тврдећи да би пројекат, ако се настави, урушио регион 3,2 километра широк око Оак Флата и 340 метара дубине, уништавајуће свето и еколошки осетљиво земљиште. Пројекат би такође исцрпио и контаминирао ионако ограничено снабдевање подземним водама Аризоне. Амерички представник Раул Гријалва је у четири наврата изнео предлог за заустављање преноса земљишта, последњи пут у марту 2021. након што је администрација Џоа Бајдена паузирала пренос земљишта.
Према Гвардијану, Рио Тинто је један од 100 највећих произвођача индустријских гасова стаклене баште у свету, који чини 0,75 одсто глобалних индустријских емисија гасова стаклене баште између 1988. и 2015. године. У 2016, Рио Тинто је проценио да је произвео 32 милиона тона еквивалента угљен-диоксида у сопственом извештају о климатским променама.
У марту 2018. институционални инвеститори су позвали Рио Тинто да постави нова правила која захтевају од компаније да се придржава циљева Париског споразума да ограничи глобално загревање на 1,5°, укључујући детаљне планове за смањење обима 1 до 3 емисије. Највиши руководиоци Рио Тинта одбацили су резолуцију, тврдећи да је компанија постигла велики напредак у смањењу емисије гасова стаклене баште и да постоје одговарајући планови за суочавање са климатским променама.
Академски посматрачи су такође изразили забринутост  у вези са операцијама Рио Тинта у Папуи Новој Гвинеји, за које тврде да су биле катализатор грађанског рат у Богенвилу. Британска добротворна организација за борбу против сиромаштва такође је критиковала Рио Тинто због његовог саучесништва у озбиљним кршењима људских права која су се догодила у близини рудника у Индонезији и Папуи Новој Гвинеји.
Дана 31. јануара 2010, Рио Тинто је затворио скоро 600 радника из рудника у Борону, Калифорнија, САД.
Рио Тинто је такође оптужен за планирање и финансирање убиства активисткиње Шехле Масуда у Бопалу у Индији. Протестовала је против илегалног ископавања дијаманата које је урадио Рио Тинто у сарадњи са владиним службеницима. Званично, међутим, није утврђена никаква веза са Рио Тинтом, иако их јавно мњење још увек доживљава као могућег кривца.
Кинеске власти су 2009. године почеле да истражују оптужбе против Рио Тинта. То је укључивало подмићивање руководилаца из 16 највећих кинеских челичана да би дошли до тајних информација  Дана 29. марта 2010. четворица запослених у Рио Тинту, укључујући и аустралијског држављанина Стерна Хуа, проглашени су кривима по овим оптужбама и за примање милионских долара мита. Наложено им је да плате стотине хиљада долара новчане казне, а осуђени су на затворске казне од 7 до 14 година.
Рио Тинто је уплетен у бројне оптужбе за корупцију због куповине удела у руднику за гвожђе Симанду у Гвинеји. Оптужбе се односе на исплату мита од 10,5 милиона долара François de Combret, француском банкарском консултанту, који је био пријатељ и саветник председника Алфе Кондеа.

## у Србији и протести
Рио Тинто оснива своју прву компанију у Србији 2001. године за време владе Зорана Ђинђића. 2004 године Рио Тинто добија дозволу за истраживање у Лозници, а председник Србије тада је био Борис Тадић док је директор Народне канцеларије председника Републике био управо Драган Ђилас. Две године касније, Србија мења Закон о рударству тако да компанија која има дозволу за истраживање, може да добије дозовлу за експолатацију.
Рио Тинто 2008. године добија дозволу за додатна истраживања од владе Мирка Цветковића док је министар заштите животне средине био Оливер Дулић. 2012. године Рио Тинто добија решење за бушотине већег обима што је први документ такве врсте на територији Србије. Председник Србије у то време је Борис Тадић, председник владе Мирко Цветковић, министар рударства и заштите животне средине Оливер Дулић, а заменик председникa Демократске странке Драган Ђилас.
Године 2017, Влада Републике Србије на челу са Александром Вучићем, потписала је уговор о реализацији „Пројекта Јадар”, којим би Рио Тинто добио дозволу за експлоатацију минерала јадарита. У новембру 2021. године Скупштина Републике Србије усвојила је Закон о референдуму и народној иницијативи и измене Закона о експропријацији, који су наишли на снажно противљење јавности и доведени су у везу са пројектом Јадар. Све то је изазвало низ еколошких протеста у Србији током 2021. и 2022. године.
Током 2021. године у Србији је избила серија масовних протеста против изградње рудника литијума у западној Србији од стране корпорације Рио Тинто. Демонстранти су блокирали главне путеве и мостове у Београду и другим већим градовима. У граду Шапцу дошло је до инцидента када је припадник владајуће странке напао демонстранте багером, а потом је демонстранте претукла наоружана група хулигана. Литијумски пројекат Јадар вођен је недостатком литијума, пошто потражња за металом који се користи у електричним возилима и зеленим технологијама наставља да расте, посебно у Северној Америци и Европи. Пројекат би Србију учинио највећим светским произвођачем литијума и обезбедио сировине за више од милион електричних аутомобила.
Од 11. децембра 2021. и даље трају протести са захтевима да се заустави и трајно забрани било каква рударска активност у јадарском региону. Активиста Еколошког устанка, један од истакнутих организатора протеста, рекао је локалним медијима да ће „протести бити настављени док се не испуни основни захтев, а то је протеривање Рио Тинта из Србије и усвајање закон о забрани експлоатације литијума у Србији“.
У децембру 2021. године, Рио Тинто је рекао да разматра забринутост становника западне Србије након што је скупштина општине Лозница одустала од плана за доделу земљишта за пројекат литијума.
У јуну 2024. Уставни суд је поништио одлуку владе да Рио Тинто избаци из пројекта, а председник Србије А. Вучић је најавио да очекује да ће компанија у јулу открити своје коначне планове за рудник и да би рудник могао да буде изграђен до 2028. године. Јавност Србије није била задовољна таквим развојем догађаја. У јуну је одржан протест против Рио Тинта у Лозници, а уследили су протести у Београду и Ваљеву. Премијер Србије је 16. јула 2024. године у интервјуу рекао да је отказивање пројекта грешка и да је за то што је компанија присутна у Србији крива претходна влада. Владајућа странка СНС не показује иницијативу да обустави пројекат.